# Nana Asma’u
Nana Asma'u (tên đầy đủ: Nana Asma'u bint Shehu Usman dan Fodiyo, tiếng Ả Rập: نانا أسماء بنت عثمان فودي; 1793 - 1864) là một công chúa, nhà thơ, giáo viên, và là con gái của người sáng lập ra Sokoto Caliphate, Usman dan Fodio. Cô vẫn là một nhân vật được kính trọng ở miền bắc Nigeria trong nhiều thập niên. Cô được một số người coi là một dẫn chứng về giáo dục và sự độc lập của phụ nữ có thể theo Hồi giáo, và bởi những người khác là tiền thân của chủ nghĩa nữ quyền hiện đại ở Châu Phi vào thế kỷ của cô.

## Tiểu sử
Nana Asma'u được sinh ra vào năm 1793, khoảng 11 năm trước Chiến tranh Fulani (1804 - 1808), và được đặt theo tên của Asma bint Abi Bakr, một người bạn đồng hành của Nhà tiên tri Hồi giáo. Con gái của người sáng lập Sufi -inspired và Fule, người sáng lập và là chị em cùng cha khác mẹ của Muhammed Bello (Quốc vương thứ hai của Sokoto), cô đã vượt qua hầu hết thế hệ sáng lập của Caliphate, biến cô thành một nguồn ảnh hưởng rất quan trọng đối với những người cai trị đất nước sau này. Từ năm 1805, các thành viên trong gia đình của Caliph đã trở nên nổi tiếng, bao gồm cả những người thân là nữ của Caliph. Trong khi Nana Asma'u trở thành người nổi bật nhất, hai chị em Myram và Fatima của cô, và vợ của Caliph, Aisha và Hawwa đóng vai trò ảnh hưởng trong các lĩnh vực chính trị và văn học lớn ở bang mới của nước này. Giống như cha mình, cô được giáo dục về nghiên cứu Qur'anic, và đặt một giá trị cao cho giáo dục phổ quát. Là tấm gương của trường phái Qadiriyyah Sufi, dan Fodio và những người theo ông nhấn mạnh việc chia sẻ kiến thức, đặc biệt là của Sunnah, ví dụ của nhà tiên tri Muhammad. Học mà không dạy, họ nghĩ, là vô trùng và trống rỗng. Do đó, Nana Asma'u đặc biệt dành cho việc giáo dục phụ nữ Hồi giáo trở nên hiểu biết. Giống như hầu hết những người còn lại trong gia đình, cô trở thành một tác giả có nhiều đóng góp.

## Nhà văn và nhà cố vấn
Được học hỏi tốt và tiếp cận với các tác phẩm kinh điển của thế giới Ả Rập và Cổ điển, và thông thạo bốn ngôn ngữ (tiếng Ả Rập, ngôn ngữ Fula, tiếng Hausa và Tamacheq Tuareg), đã giúp Nana Asma'u có tiếng là một học giả hàng đầu ở quốc gia Hồi giáo có ảnh hưởng nhất ở Tây Phi, nơi cho cô có cơ hội tương tác rộng rãi. Cô đã chứng kiến nhiều cuộc chiến của Chiến tranh Fulani và viết về những trải nghiệm của mình trong một tác phẩm văn xuôi Wakar Gewaye, "Hành trình". Khi Sokoto Caliphate bắt đầu như một phong trào cách mạng văn hóa và tôn giáo, các tác phẩm của các nhà lãnh đạo của chương trình giữ một vị trí đặc biệt mà các thế hệ sau này, cả những người quản trị và cai trị đất nước, có thể thấu hiểu được xã hội của họ. Cô trở thành cố vấn cho anh trai mình khi anh ta lấy Caliphate, và được ghi lại các hướng dẫn bằng văn bản cho các thống đốc và tranh luận với các học giả của các hoàng tử nước ngoài.

## Di sản thơ
Trong số hơn 60 tác phẩm còn sót lại của bà được viết hơn 40 năm, Nana Asma đã để lại một khối di sản thơ lớn bằng tiếng Ả Rập, ngôn ngữ Fula và tiếng Hausa, tất cả được viết bằng chữ viết Ả Rập. Nhiều trong số đó là những câu chuyện lịch sử, nhưng chúng cũng bao gồm những câu trả lời, than vãn và khuyên răn của phụ nữ. Những bài thơ hướng dẫn của bà đã trở thành công cụ giảng dạy các nguyên tắc sáng lập của Caliphate. Asma'u cũng hợp tác chặt chẽ với Muhammed Bello, Caliph thứ hai. Các tác phẩm của cô bao gồm và mở rộng dựa trên sự nhấn mạnh mạnh mẽ của dan Fodio đối với các nhà lãnh đạo phụ nữ và quyền của phụ nữ trong các lý tưởng cộng đồng được coi trọng bởi Sunnah và luật Hồi giáo.

## Giáo dục cho phụ nữ
Những tác phẩm viết tay còn sót lại đến ngày nay của Asma'u có liên quan đến giáo dục Hồi giáo: trong phần lớn cuộc đời trưởng thành của mình, cô chịu trách nhiệm về giáo dục tôn giáo cho phụ nữ. Bắt đầu vào khoảng năm 1830, cô đã tạo ra một đội ngũ giáo viên nữ (jajis), người đi khắp Caliphate giáo dục phụ nữ trong trường phổ thông của học sinh. Đổi lại, mỗi người trong số các jajis này đã sử dụng các tác phẩm của các học giả Sufi của Nana Asma'u, thường thông qua việc đọc thuộc lòng và thơ ca, để đào tạo thành quả cho những người phụ nữ uyên bác, được gọi là 'yan-taru, hay "những người tụ tập cùng nhau, tình chị em." Đối với mỗi jaji, cô dành tặng một malfa (một chiếc mũ và biểu tượng nghi lễ truyền thống của văn phòng của các nữ tu sĩ Bori ngoại giáo ở Gobir) được buộc bằng một chiếc khăn xếp màu đỏ. Do đó, jajis trở thành biểu tượng của nhà nước mới, trật tự mới và học tập Hồi giáo ngay cả bên ngoài cộng đồng phụ nữ. Một phần, dự án giáo dục này bắt đầu như một cách để tích hợp những tù nhân ngoại giáo phái (hoặc tôn giáo) mới bị chinh phục vào một tầng lớp thống trị Hồi giáo. Tuy nhiên, nó đã mở rộng để bao gồm cả những người nghèo và vùng nông thôn, đào tạo những giáo viên đi qua Caliphate.

## Di sản đương đại
Di sản tiếp tục của Nana Asma'u không chỉ được biết đến bởi các tác phẩm văn học của cô, mà còn về vai trò của cô trong việc xác định các giá trị của nhà nước Sokoto. Ngày nay ở Bắc Nigeria, các tổ chức, trường học và phòng họp của phụ nữ Hồi giáo thường được đặt theo tên của cô. Cô tái tham gia cuộc tranh luận về vai trò của phụ nữ trong Hồi giáo trong thế kỷ 20, và vì di sản đồ sộ của cô đã được các học giả và người nhập cư Hồi giáo mang đến châu Âu và các cuộc tranh luận học thuật tại đó.
Việc tái bản và biên dịch các tác phẩm của cô đã làm tăng thêm sự chú ý đến giá trị văn chương thuần túy của văn xuôi và thơ của cô ở đất nước Nigeria. Cô là chủ đề của một số nghiên cứu, bao gồm Chị gái của Cal Boy của Jean Boyd : Nana Asma'u 1793 Chân1865: Giáo viên, nhà thơ và nhà lãnh đạo Hồi giáo (1989), được mô tả như một "cuốn sách quan trọng" cung cấp một cách tốt nhất cho người không chuyên để loại bỏ những định kiến chung về phụ nữ ở Châu Phi ", và Jihad của One Woman: Nana Asma'u, Học giả và Scribe của Beverly B. Mack và Jean Boyd (2000). Các tác phẩm được thu thập của Nana Asma'u, Con gái của Usman dan Fodiyo 1793 sừng1864, do Boyd và Mack biên tập, được xuất bản vào năm 1997.